# Artur Martí Peraire
Artur Martí Peraire és un músic, compositor i llicenciat en Bioquímica. Toca diversos instruments, però normalment s'acompanya de la guitarra i el seu estil és majoritàriament pop-folk amb influències de rock, blues, flamenc i rumba.

## Discografia
- Natural (La Cúpula Music, 2019)[1]
- Diario de Viaje (autoeditat, 2017)